# Anachronism
Anachronism (Aiden) es un personaje ficticio de Marvel Comics.

## Historia de publicación
Anachronism apareció por primera vez en la edición # 1 de la serie Avengers Arena como parte de Marvel NOW!, y fue creado por Dennis Hopeless y Kev Walker. 
Anachronism aparece como uno de los personajes principales de Avengers Undercover a partir de 2014.

## Biografía del Personaje
Aiden era un niño gordo que estaba interesado en los videojuegos y comer comida rápida. Un día, mientras jugaba uno de sus juegos de video, obtuvo la apariencia de un inmortal señor de la guerra celta. Anachronism es uno de los dieciséis adolescentes secuestrados por Arcade que son obligados a luchar entre sí hasta la muerte en la última versión de Murderworld. Él es parte del grupo de Braddock Academy (que consiste en Apex, Kid Briton, Bloodstone y Nara), a los que se une Death Locket a pesar de amenazas de muerte a Kid Briton y Nara. Death Locket comenzó a relacionarse con Apex mientras esta le presenta al resto del grupo de la Braddock Academy. Mientras tanto, hay discordia en las filas de la Academia Braddock cuando Anachronism y Kid Briton entran en una discusión. Un terremoto luego separa a Bloodstone y Anachronism de Apex, Nara, Kid Briton, y Death Locket. Death Locket queda inactiva mientras su cibernética se apoderan de ella y dispara a Nara por un acantilado cayendo en el océano. Nara, Anachronism, y Bloodstone logran sobrevivir el caer en el abismo y llegan a la conclusión de que Apex está manipulando Death Locket y Kid Briton para sus propios fines. El trío es entonces teletransportado por Arcade al Cuadrante 2 al mismo tiempo que llegan Apex, Death Locket, y Kid Briton. Nara y Apex empiezan a discutir y Apex confirma que ella fue quien ordenó a Death Locket atacar a Nara. Kid Briton trata de intervenir mientras Nara continúa llamándolo un "títere débil." Un iracundo Kid Briton intenta matar a Nara por insultarlo solo para ser decapitado por Anachronism.
```
Después de ser herida por Apex, 
Nico
 se sacrifica quedándose atrás, esto con el fin de conseguir que algunos de los otros sobrevivientes llegaran a un lugar seguro.
[
6
]
 Gracias a la ayuda de Nico los héroes adolescentes alcanzana Hazman Y Reptil, quienes los invitan a comer filete de tiburón con ellos. Cullen Bloodstone enfrenta a Reptil sobre su campamento en la playa, mientras que hay una guerra en otra parte. 
Cammi
 se pone del lado de Bloodstone antes de decir que irá a buscar a Nico o vengarla. Reptil se dirige de nuevo a intentar sacar a Hazmat fuera de su funk. El tema termina con todo el mundo estando de acuerdo para ir de vuelta a Murderworld.
[
7
]
```

```
Bloodstone, Cammi, Anachronism y Nara poco después se separan de Reptil, Hazmat y 
X-23
. Encontrándose con Aiden y Cammi, y atacándolos. Aiden y Nara se ven atacados por una X-23 salvaje, mientras Nara le decía a Aiden que ella cree que Cullen es gay y está enamorado de él (lo que explica su comportamiento antagónico hacia Nara). Cullen decide quitarse su anillo y se transforma en un monstruo así luchando contra X-23 . Dejando a Aiden, Nara y Cammi en el medio.
[
8
]
 Cullen tiene éxito derrotando a X-23, pero ahora él está fuera de control. Él es inmune a la magia actualizada de Nico Minoru, así como la forma 
Darkhawk
 de 
Chase Stein
. Nara entra al mar para recuperar el anillo de Cullen, al recuperar el anillo Nara lo toca con este, dejándolo sin poderes y desnudo, pero al hacerlo Nara sufrió heridas graves y murió poco después en los brazos de Anachronism.
[
9
]
 Cuando Cullen, todavía desnudo, se acerca Anachronism a ofrecer su simpatía, Anachronism corta y ataca a Cullen en un ataque de rabia, hiriéndolo gravemente, y Cammi tiene que acabar con la pelea. Reptil pide ayuda a Nico y Chase para detener la pelea, pero Nico insiste en que ella y Chase deben quedarse fuera de ella. A la orden de Nico, Chase luego se convierte en Darkhawk y golpea Reptil como parte de algún plan secreto que él y Nico idearon. Chase mostró su arrepentimiento por tener que atacar Reptil.
[
10
]
 Cuando Chase se negó a que Cammi detuviera a Nico, esta le rompió el brazo y la pierna, tomando el amuleto de Darkhawk para sí misma con el fin de evitar que Nico matara a todo el mundo.
[
11
]
 Cammi regresa el amuleto a Chase mientras que Apex desata insectos, tifones sentientes, y arena en arma para atacar a los adolescentes que quedan en Murderworld.
[
12
]
```

## Avengers Undercover
Una vez que se supo la noticia sobre los secuestros de Arcade, Anachronism y los otros supervivientes de Murderworld se convirtieron en infames. Cuando Anachronism revela que Bloodstone ha desaparecido, todos los supervivientes se convierten en equipo para ir a Bagalia a buscarlo. Anachronism arremete en un bar para recuperar a su amigo a pesar de las protestas de los demás. Una vez que encuentran Bloodstone, él revela que disfruta de la vida entre los villanos, y los demás, menos Cammi, comienzan a disfrutar de ella también. Hazmat baila con Anachronism, lo consuela acerca de cómo él y Bloodstone siguen en desacuerdo debido la muerte de Nara. Cuando Cammi trata de decirle a los demás que deberían marcharse, Bloodstone pide a Daimon Hellstrom que los teletransporte a la última fiesta de Arcade para poder matarlo.

## Poderes y habilidades
Anachronism heredado el cuerpo de un inmortal señor de la guerra celta y lucha con una gran hacha. Como consecuencia comparte la mitad de su mente con el heredero anterior del quien busca constantemente la violencia, debido a esto lucha constantemente para mantener el control de su cuerpo.